# MEDKOM
MEDKOM war das erste Anwendungsprojekt zur Erprobung der medizinischen Kommunikation im Vorläufer-Breitbandnetz VBN (später auch Vermittelndes Breitbandnetz genannt). Ziel war die Realisierung des Konzepts einer integrierten Kommunikation im Bereich der Medizin.

## Projektträger
Träger des Projekts waren die Deutsche Bundespost, das Land Niedersachsen und die Stadt Hannover. Treibende Kraft war der Leiter des Amts für Krankenanstalten der Landeshauptstadt Hannover, Klaus Beste. Den Kern, bei dem es zunächst nur um die Anwendung der Videokonferenz-Technik ging, bildeten 1986 das Nordstadt-Krankenhaus in Hannover mit der dazugehörigen HNO-Klinik, die fünf Kilometer entfernt lag. Später kamen das Oststadt-Krankenhaus, die Hautklinik und das Tumorzentrum der Medizinischen Hochschule Hannover hinzu. Weltweites Interesse erlangte MEDKOM nicht zuletzt durch die Teilnahme von Pilotanwendern wie dem damaligen Leiter der Neurochirurgie im Nordstadt-Krankenhaus Professor Madjid Samii und dem Leiter des Tumorzentrums Professor Hubert Poliwoda, der der eigentliche Initiator des gesamten Projektes war. Poliwoda stellte insbesondere die finanzielle Unterstützung durch die damalige EG her. Er vernetzte die Krankenhäuser des Landes Niedersachsens mittels einer Videokonferenz, die er mehrmals auf der CeBit vorstellte. Ebenso war er maßgeblich für die  Einführung der Glasfasertechnologie für diese Videokonferenzen verantwortlich.

## Projektverlauf
1986 startete MEDKOM mit der Videokonferenz-Verbindung zwischen den beteiligten Krankenhäusern. Schnell zeigte sich die Notwendigkeit der Einbeziehung bildgebender Verfahren (z. B. von Computertomographen). Bis 1989 waren alle Krankenhäuser der Landeshauptstadt und einige Kliniken im Landkreis an das System angeschlossen. Die typische Ausstattung war eine Breitband-Nebenstellenanlage, die etwa in der HNO-Klinik zwei Operationssäle mit dem Chefarztzimmer und der Ambulanz verband, eine fünfte Nebenstelle erlaubte die Mitschau von Operationen im Ärztekasino. 1989 begann die zweite Phase, in der neben dem Zugriff auf ein PAC-System (Picture Archiving and Communication) auch die Anbindung an ein Krankenhaus-Informationssystem und einer Film- und Bilddatenbank für Aus- und Weiterbildungszwecke geplant war. Die MEDKOM-Zentrale konnte auf der Basis eines Wechslers für Laserdiscs bis zu 100 Stunden Film oder 10 Millionen Einzelbilder für den Abruf über das Netz zur Verfügung stellen. In der Medizinischen Hochschule Hannover wurde ein Videostudio eingerichtet, das im Projektverlauf etwa 60 medizinische Lehrfilme herstellte. 1992 waren bundesweit 17 Kliniken mit insgesamt 32 Nebenstellen beteiligt. Als das Projekt MEDKOM 1994 auslief, gab es mehr als 50 Endstellen in über 30 Krankenhäusern. Jährlich hatten zuletzt über 1200 Videokonferenzen stattgefunden.
1994 lief die öffentliche Förderung für das Projekt MEDKOM aus. Hintergrund war die Einstellung des VBN und die Übernahme der Anwendungen in das ISDN. Damit endete eines der größten Anwenderprojekte für Videokommunikation, nicht aber die Anwendungen. MEDKOM hatte gezeigt, dass die Videokommunikation nicht nur das medizinische Leistungsangebot verbesserte, sondern auch Kosten in erheblichem Umfang einsparen konnte. Mit dem ISDN und später auch dem Internet rechneten sich die Anwendungen erst recht und die gesammelten Erfahrungen konnten in der Praxis verwertet werden.